# Kungsbacka kontrakt
Kungsbacka kontrakt  är ett kontrakt i Göteborgs stift inom Svenska kyrkan i Västra Götalands län.
Kontraktskod är 0813. Kontraktsprost år 2021 är Per Jönsson.

## Administrativ historik
Kontraktet har från början av 1800-talet under namnet Fjäre och Viske kontrakt haft nedanstående omfattning. Vid en tidpunkt mellan 1994 och 1998 namnändrades kontraktet till Fjäre kontrakt och 1 april 2007 till Kungsbacka kontrakt
- Fjärås församling som 2013 uppgick i Fjärås-Förlanda församling
- Frillesås församling
- Förlanda församling som 2013 uppgick i Fjärås-Förlanda församling
- Gällinge församling
- Hanhals församling som 2013 uppgick i Kungsbacka-Hanhals församling
- Idala församling
- Kungsbacka församling som 2013 uppgick i Kungsbacka-Hanhals församling
- Landa församling
- Lindome församling som 1975 överfördes till Fässbergs kontrakt
- Onsala församling
- Släps församling
- Tölö församling
- Vallda församling
- Älvsåkers församling
- Ölmevalla församling
- Värö församling som vid en tidpunkt mellan 1994 och 1998 överfördes till Varbergs kontrakt
- Stråvalla församling som vid en tidpunkt mellan 1994 och 1998överfördes till Varbergs kontrakt
- Veddige församling som vid en tidpunkt mellan 1994 och 1998 överfördes till Varbergs kontrakt
- Ås församling som vid en tidpunkt mellan 1994 och 1998 överfördes till Varbergs kontrakt
- Sällstorps församling som vid en tidpunkt mellan 1994 och 1998 överfördes till Varbergs kontrakt

från 2015 även 
- Kullaviks församling